# Michèle Marly
Simonne Claire Léonie Ohl dite Michèle Marly, née le 24 mars 1914 dans le 3e arrondissement de Paris et morte le 16 juillet 1980 dans le 14e arrondissement, est une chanteuse et une actrice française.
Elle fut également monteuse sous le nom de Michèle Ohl.

## Biographie
On sait peu de chose de Michèle Marly sinon qu'elle fut l'épouse du chanteur et acteur Guy Marly (1921-2008) dont elle adopta le nom de scène au moment de leur mariage en juin 1942.

## Filmographie
comme actrice
- 1946 : Miroir de Raymond Lamy
- 1947 : Monsieur Vincent de Maurice Cloche
- 1947 : Danger de mort de Gilles Grangier
- 1948 : La Révoltée de Marcel L'Herbier : la fiancée
- 1959 : Caravane vers le soleil (Thunder in the Sun) de Russell Rouse

comme monteuse
- 1957 : Paris clandestin de Walter Kapps
- 1964 : Les Cinq dernières minutes, épisode Quand le vin est tiré
- 1964 : Les Cinq dernières minutes, épisode Fenêtre sur jardin.

## Théâtre
- 1942 : Histoire d'une chanson de Pierre Roche et Lawrence Riesner, à la Salle Pleyel (5 décembre)
- 1953 : Sirocco, nouvelle radiophonique de Michèle Marly sur le Poste Parisien (24 avril).